# بریان مک‌لولین
بریان مک‌لولین (انگلیسی: Brianne McLaughlin؛ زادهٔ ۲۰ ژوئن ۱۹۸۷) بازیکن هاکی روی یخ اهل ایالات متحده آمریکا است.